# 穎玄
穎玄（えいげん、宝暦元年（1751年） – 文政12年1月24日（1829年2月27日））は、江戸時代後期の浄土真宗本願寺派（西本願寺派）の僧。父は近江国坂田郡鳥居村（鳥居本村）東光山上品寺17世祐海。号は法界坊（ほうかいぼう）。
幼くして上品寺で修行し、父の没後上品寺を継いで再興を企図し、諸国を托鉢しながら勧進を行った。その後江戸へ出て吉原の遊女花扇・花里を教化し、明和6年（1769年）彼女らから梵鐘の寄進を受けて近江国へ戻ったといわれている。歌舞伎『隅田川続俤』（すみだがわ ごにちの おもかげ）に登場する法界坊はこの穎玄を題材にしたものである。